# Sima Kamil
Sima Kamil (Karachi, 1957) é um banqueira paquistanesa, diretora do Banco do Estado do Paquistão, desde agosto de 2020. Em maio de 2017, ela se tornou presidente e executiva-chefe do United Bank Limited, sendo a primeira mulher a liderar um grande banco paquistanês.
Kamil graudou-se em administração pela Universidade de Kingston, em 1983, e possui um MBA pela City, University of London.

## Biografia
Kamil nasceu em Karachi em uma família chamada mohajir, uma palavra urdu que significa imigrante. O pai de Kamil era um falante de urdu, nascido em Delhi, empresário e banqueiro de nível médio do Bank of America. Sua mãe era da região de Punjab, que abrange a atual Índia e o Paquistão. Durante o tumultuado cisma entre Paquistão e Índia em 1947, sua mãe foi forçada a abandonar suas raízes e realocar-se em Karachi. Em meio a esses eventos, a educação foi uma prioridade para a família materna de Kamil, culminando com sua mãe graduando-se em filosofia.
Tradicionalmente, a palavra mohajir foi associada às chegadas à cidade durante a divisão de 1947, mas recentemente foi sequestrada e recebeu fortes conotações políticas.
A família de Kamil era progressista e abastada. Ela foi educada na liberal Karachi Grammar School da Igreja Anglicana, considerada ao lado do Aitchison College de Lahore como a melhor escola do Paquistão.
Kamil mudou-se para Londres e obteve um MBA pela City University. Embora ela tenha conseguido uma vaga para estudar economia do desenvolvimento em Oxford, sua família não tinha condições de pagar. Em vez disso, ela voltou ao Paquistão para trabalhar na American Express Co. em Karachi.
Em 25 de agosto de 2020, Kamil foi nomeada diretora do Banco do Estado do Paquistão, por um período de três anos. Ela é a primeira mulher a ocupar esta posição.